# Sukon Baroh
Sukon Baroh is een bestuurslaag in het regentschap Pidie van de provincie Atjeh, Indonesië. Sukon Baroh telt 745 inwoners (volkstelling 2010).